# Fondation Benianh International
La Fondation Benianh International est une association ivoirienne reconnue d'utilité publique œuvrant dans le domaine de l'enseignement. Elle a été fondée le 10 juillet 1996 par Noël Akossi Bendjo.
Cette fondation a pour rôle d'octroyer des bourses à des étudiants sélectionnés sur la base du mérite et de l'excellence, afin que ceux-ci puissent étudier à l'étranger au sein d'écoles et d'universités prestigieuses aux États-Unis, au Canada et en France. Elle peut également accorder des subventions, permettre des stages de formation ou effectuer des dons de matériels.
Ses fonds proviennent de dons de plusieurs entreprises et groupes partenaires ivoiriens et internationaux. 